# Yari Bernasconi
Yari Bernasconi (Lugano, 18 dicembre 1982) è un poeta e scrittore svizzero di lingua italiana.

## Biografia
Nato a Lugano nel 1982 da "madre italiana e padre metà italiano e metà bernese", vive oggi a Hinterkappelen, vicino a Berna, ed è giornalista culturale per la RSI Rete Due. Dopo gli studi al Liceo di Lugano, studia letteratura italiana e filologia romanza all'Università di Friburgo, dove nel 2013 ottiene un dottorato con una tesi dedicata a Giorgio Orelli. Esordisce come poeta nel 2009 con la plaquette Lettera da Dejevo, a cui segue nel 2012 la silloge Non è vero che saremo perdonati, contenuta nell'Undicesimo quaderno italiano di poesia contemporanea. I suoi testi escono su diverse riviste in Italia e Svizzera, come Lo Straniero e Viceversa Letteratura. Nuovi giorni di polvere, del 2015, il suo primo libro di poesie, gli vale il Premio Terra Nova della Fondazione Schiller e il Premio Castello di Villalta Giovani, ed è tradotto in francese e tedesco. La casa vuota esce invece nel 2021 ed è insignito di un Premio svizzero di letteratura nel 2022.
Accanto alla scrittura poetica, Bernasconi è autore insieme allo scrittore e amico Andrea Fazioli di diversi progetti letterari scritti a quattro mani e firmati come Yari Bernasconi & Andrea Fazioli, un sodalizio considerato da entrambi come "una terza voce". Fra questi lavori il reportage letterario A Zurigo, sulla luna. Dodici mesi in Paradeplatz, uscito nel 2021, o la raccolta di cartoline Non importa dove, del 2025.

## Poesia
- Lettera da Dejevo, Lugano, Alla chiara fonte, 2009.
- Non è vero che saremo perdonati, in Undicesimo quaderno italiano di poesia contemporanea, a cura di Franco Buffoni, Milano, Marcos y Marcos, 2012.
- Da un luogo vacillante, con le illustrazioni di Guido Volpi, Bologna, Collana Isola, 2013.
- Nuovi giorni di polvere, Bellinzona, Edizioni Casagrande, 2015 (Premio Terra Nova della Fondazione Schiller e Premio Castello di Villalta Giovani).
- La città fantasma, Treviso, Nervi Edizioni, 2017.
- Nouveaux jours de poussière / Nuovi giorni di polvere, traduzione di Anita Rochedy, postfazione di Fabio Pusterla, Losanna, éditions d'en bas, 2018.
- Cinque cartoline dal fronte e altra corrispondenza, Forlì, L'arcolaio, 2019.
- Neue staubige Tage / Nuovi giorni di polvere, traduzione di Julia Dengg, postfazione di Fabio Pusterla, Zurigo, Limmat Verlag, 2021.
- La casa vuota, Milano, Marcos y Marcos, 2021 (Premio svizzero di letteratura).
- La Maison vide / La casa vuota, traduzione di Anita Rochedy, Losanna, Éditions La Veilleuse, 2025.

## Altre pubblicazioni
- Giorgio Orelli, Quasi un abbecedario, Bellinzona, Edizioni Casagrande, 2014.
- A Zurigo, sulla luna. Dodici mesi in Paradeplatz, con Andrea Fazioli, Mendrisio, Gabriele Capelli Editore, 2021.
- In Zürich, auf dem Mond. Zwölf Monate am Paradeplatz, con Andrea Fazioli, traduzione di Marina Galli, Zurigo, Limmat Verlag, 2022.
- Manca poco a Natale, con Andrea Fazioli, illustrazioni di Antoine Déprez, Mendrisio, Gabriele Capelli Editore, 2023.
- Non importa dove, con Andrea Fazioli, Mendrisio, Gabriele Capelli Editore, 2025.